# NGC 2365
NGC 2365 este o galaxie spirală barată situată în constelația Gemenii. A fost descoperită în 10 noiembrie 1864 de către Albert Marth. Se află la o distanță de 33,88 de megaparseci de Pământ.